# Diprion rufiventris
Diprion rufiventris is een insect uit de familie van de dennenbladwespen (Diprionidae). Deze soort is endemisch in Albanië.

## Synoniemen
- Gilpinia rufiventris
- Lophyrus rufiventris